# Euphyia productata
Euphyia productata är en fjärilsart som beskrevs av Walker 1862. Euphyia productata ingår i släktet Euphyia och familjen mätare. Inga underarter finns listade i Catalogue of Life.